# Епархия Тюля
Епархия Тюля (лат. Dioecesis Tutelensis, фр. Diocèse de Tulle) – епархия в составе архиепархии-митрополии Пуатье Римско-католической церкви во Франции. В настоящее время епархией управляет епископ Беранр-Луи-Марии Шарьер.
Клир епархии включает 73 священников (66 епархиальных и 7 монашествующих священников), 7 диаконов, 9 монахов, 66 монахинь.
Адрес епархии: 21 av. de la Bastille, 19000 Tulle CEDEX, France.

## Территория
В юрисдикцию епархии входит 296 приходов в департаменте Коррез во Франции.
Кафедра епископа находится в городе Тюль в церкви Нотр Дам де Тюль.

## История
Кафедра Тюля была основана 13 августа 1318 года буллой Salvator noster Папы Иоанна XXII на части территории епархии Лиможа, и вначале она являлась епископством-суффраганством архиепархии Буржа.
С 1346 или 1348 года, времени эпидемии чумы, в епархии появился народный фестиваль «ле тур де ля лунад (изменение Луны), который отмечается каждый год в канун праздника святого Иоанна Крестителя (24 июня). Этот фестиваль включает в себя многие элементы язычества, связанные с летним солнцестоянием.
В 1514 году капитул собора, до этого времени несший служение по монашескому уставу, был секуляризованн.
7 февраля 1681 году на средства, пожертвованные судьей Франсуа де ля Гардом, была основана епархиальная семинария.
После конкордата 1801 года буллой Qui Christi Domini Папы Пия VII от 29 ноября 1801 года епархия Тюля была упразднена, а её территория вошла в состав епархии Лиможа.
Новый конкордат, подписанный Святым Престолом и Францией в июне 1817 года, предусматривал восстановление епархии. Но это соглашение не вступило в силу, поскольку оно не было ратифицировано парламентом в Париже.
Епархия Тюля была окончательно восстановлена 6 октября 1822 года буллой Paternae charitatis Папы Пия VII на свjей прежней территории.
8 декабря 2002 года епархия Тюля вошла в состав митрополии Пуатье.

## Ординарии епархии
- Арно I де Сен-Астье (18.08.1317 — 1333);
- Арно II де Клермон (10.09.1333 — 1337);
- Юг I Роже (18.07.1342 — 20.09.1342) — бенедиктинец;
- Ги (25.09.1342 - 1343 deceduto)
- Бернар I де Ла Тур (01.10.1344 — 19.02.1347) — назначен епископом Сен-Папуля;
- Пьер I д'Эгрефёй (19.02.1347 — 24.10.1347) — назначен епископом Вабра;
- Аршамбо (11.02.1348 — 1361);
- Лоран Д'Aльбьяр (25.10.1361 — 1370);
- Жан I Лефевр (08.08.1369 — 30.05.1371);
- Бертран I де Коснак (04.07.1371 — 09.01.1376) — назначен епископом Пуатье;
- Бернар II (30.01.1376 — 1376);
- Пьер II де Коснак (27.08.1376 — 1402);
- Бертран II де Ботинан (13.09.1407 — 1416);
- Юг II Комбарель (29.11.1419 — 12.01.1422) — назначен епископом Безье;
- Бертран III де Момон (12.01.1422 — 1425);
- Жан II де Клози (06.02.1426 — 1444);
- Пьер III де Комборн (XV век);
- Юг III Д'Обюссон (15.06.1451 — 1454);
- Луи I Д'Обюссон (17.12.1455 — 1471) — бенедиктинец;
- Дени де Бар (20.11.1471 — 09.03.1495) — назначен епископом Сен-Папуля;
- Клеман де Брийак (09.03.1495 — 1514);
- Франсуа I де Леви (11.12.1514 — 1535);
- Жак Амелен (15.01.1531 — 1539);
- Пьер IV дю Шатель (16.01.1539 — 02.04.1544) — назначен епископом Макона;
- Франсуа II де Фокон (02.04.1544 — 20.10.1550) — назначен епископом Орлеана;
- Жан III де Фонсек (04.03.1551 — 1559) — избранный епископ;
- Луи-Рикар де Гурдон де Женуйак де Вайак (17.07.1560 — 1582);
- Флотар Рикар де Гурдон (08.06.1582 — 1586);
- Антуан де Ла Тур (20.04.1587 — 1594);
- Жан IV де Визандон (18.10.1594 — 1597) — избранный епископ;
- Жан V Рикар де Гурдон де Женуйак де Вайак (12.11.1599 — 13.01.1652);
- Луи II де Решиньевуазен де Кюрон (26.05.1653 — 20.12.1671) — назначен епископом Комменжа;
- Жюль Маскарон (21.03.1672 — 08.01.1680) — назначен епископом Ажена;
- Эмбер Анселен (17.03.1681 — 24.09.1702);
- Андре-Даниель де Бопуаль де Сен-Олер (25.09.1702 — 08.09.1721);
- Луи-Жак Шап де Растиньяк (24.09.1721 — 27.09.1724) — назначен архиепископом Тура;
- Шарль дю Плесси д'Aржантре (18.04.1725 — 27.09./27.10.1740);
- Франсуа III де Бомон д'Отишан (17.04.1741 — 20.11.1761);
- Анри-Жозеф-Клод де Бурдей (22.11.1762 — 22.11.1764) — назначен епископом Суассона;
- Шарль-Жозеф-Мари де Рафели де Сен-Совёр (17.12.1764 — 28.04.1791);
  - Жан-Жозеф Бриваль (1791 — 1793) — антиепископ;
  - Sede vacante (1791 — 1801);
  - Кафедра упразднена (1801 — 1822);
- Клод-Жозеф-Юдит-Франсуа-Ксавье де Саже (13.01.1823 — 1824);
- Огюстен де Меле де Вашер (13.10.1824 — 16.05.1842);
- Жан-Батист-Пьер-Леонард Берто † (15.06.1842 — 03.09.1878);
- Анри-Шарль-Доминик Денешо (15.10.1878 — 18.04.1908);
- Альбер Негре (14.07.1908 — 05.08.1913) — назначен архиепископом Тура;
- Жозеф-Мари-Франсуа-Ксавье Метро (06.08.1913 — 24.04.1918);
- Жан Кастель (03.08.1918 — 08.10.1939);
- Эмабль Шассень (06.02.1940 — 23.01.1962);
- Марсель-Франсуа Лефевр (23.01.1962 — 11.08.1962);
- Анри-Клеман-Виктор Донз (15.11.1962 — 12.02.1970) — назначен епископом Тарб-э-Лурда;
- Жан-Батист Брюнон (04.04.1970 — 28.04.1984) — сульпицианец;
- Роже-Мари-Альбер Фроман (20.06.1985 — 22.10.1996);
- Патрик Ле Галь (12.09.1997 — 23.05.2000) — назначен военным ординарием Франции;
- Бернар-Луи-Мари Шаррьер (22.01.2001 — 12.12.2013)
- Франсис Бестьон (с 12.12.2013).

## Статистика
На конец 2010 года из 241 600 человек, проживающих на территории епархии, католиками являлись 219 000 человек, что соответствует 90,6% от общего числа населения епархии.
| год  | население | население | население | священники | священники        | священники         | священники                           | постоянные диаконы | монахи  | монахи  | приходы |
| год  | католики  | всего     | %         | всего      | белое духовенство | черное духовенство | число католиков на одного священника | постоянные диаконы | мужчины | женщины | приходы |
| ---- | --------- | --------- | --------- | ---------- | ----------------- | ------------------ | ------------------------------------ | ------------------ | ------- | ------- | ------- |
| 1950 | 250.000   | 254.601   | 98,2      | 240        | 224               | 16                 | 1.041                                |                    | 42      | 240     | 293     |
| 1969 | 225.000   | 237.864   | 94,6      | 223        | 191               | 32                 | 1.008                                |                    | 46      | 237     | 101     |
| 1980 | 229.000   | 244.000   | 93,9      | 178        | 163               | 15                 | 1.286                                | 4                  | 24      | 163     | 295     |
| 1990 | 229.000   | 250.000   | 91,6      | 141        | 126               | 15                 | 1.624                                | 9                  | 15      | 106     | 296     |
| 1999 | 224.000   | 244.000   | 91,8      | 113        | 102               | 11                 | 1.982                                | 5                  | 13      | 94      | 296     |
| 2000 | 225.700   | 245.900   | 91,8      | 111        | 100               | 11                 | 2.033                                | 5                  | 11      | 92      | 296     |
| 2001 | 213.000   | 231.810   | 91,9      | 113        | 93                | 20                 | 1.884                                | 6                  | 20      | 82      | 296     |
| 2002 | 213.000   | 231.810   | 91,9      | 101        | 88                | 13                 | 2.108                                | 7                  | 15      | 83      | 299     |
| 2003 | 213.000   | 231.810   | 91,9      | 87         | 82                | 5                  | 2.448                                | 7                  | 5       | 77      | 296     |
| 2004 | 213.000   | 231.810   | 91,9      | 88         | 83                | 5                  | 2.420                                | 6                  | 5       | 76      | 296     |
| 2010 | 219.000   | 241.600   | 90,6      | 73         | 66                | 7                  | 3.000                                | 7                  | 9       | 66      | 296     |